# Sci di fondo ai XXI Giochi olimpici invernali - 50 km maschile
Nello sci di fondo ai XXI Giochi olimpici invernali la 50 km maschile si disputò in tecnica classica il 28 febbraio 2010 dalle ore 9:30 sul percorso che si snodava nel Whistler Olympic Park con un dislivello massimo di 85 m; presero parte alla competizione 53 atleti e l'avvio fu a partenza in linea.
Detentore del titolo era l'italiano Giorgio Di Centa, vincitore Torino 2006 dove la competizione si era corsa in tecnica libera.

## Classifica
| Posizione | Atleta                 | Nazione     | Tempo     | Distacco |
| --------- | ---------------------- | ----------- | --------- | -------- |
| 1         | Petter Northug         | Norvegia    | 2:05'35.5 |          |
| 2         | Axel Teichmann         | Germania    | 2:05'35.8 | +0.3     |
| 3         | Johan Olsson           | Svezia      | 2:05'36.5 | +1.0     |
| 4         | Tobias Angerer         | Germania    | 2:05'37.0 | +1.5     |
| 5         | Devon Kershaw          | Canada      | 2:05'37.1 | +1.6     |
| 6         | Andrus Veerpalu        | Estonia     | 2:05'41.6 | +6.1     |
| 7         | Daniel Richardsson     | Svezia      | 2:05'45.2 | +9.7     |
| 8         | Maksim Vylegžanin      | Russia      | 2:05'46.4 | +10.9    |
| 9         | Anders Södergren       | Svezia      | 2:05'47.1 | +11.6    |
| 10        | Dario Cologna          | Svizzera    | 2:05'47.5 | +12.0    |
| 11        | Giorgio Di Centa       | Italia      | 2:05'49.0 | +13.5    |
| 12        | Lukáš Bauer            | Rep. Ceca   | 2:05'49.4 | +13.9    |
| 13        | Vincent Vittoz         | Francia     | 2:05'49.6 | +14.1    |
| 14        | Aleksandr Legkov       | Russia      | 2:05'53.3 | +17.8    |
| 15        | Martin Johnsrud Sundby | Norvegia    | 2:05'57.7 | +22.2    |
| 16        | Jens Filbrich          | Germania    | 2:06'07.8 | +32.3    |
| 17        | Odd-Bjørn Hjelmeset    | Norvegia    | 2:06'08.3 | +32.8    |
| 18        | George Grey            | Canada      | 2:06'18.1 | +42.6    |
| 19        | Jean-Marc Gaillard     | Francia     | 2:06'38.0 | +1'02.5  |
| 20        | Sami Jauhojärvi        | Finlandia   | 2:06'43.2 | +1'07.7  |
| 21        | René Sommerfeldt       | Germania    | 2:06'52.5 | +1'17.0  |
| 22        | Marcus Hellner         | Svezia      | 2:07'03.2 | +1'27.7  |
| 23        | Jens Arne Svartedal    | Norvegia    | 2:07'32.5 | +1'57.0  |
| 24        | Pëtr Sedov             | Russia      | 2:07'35.4 | +1'59.9  |
| 25        | Sjarhej Dalidovič      | Bielorussia | 2:07'47.6 | +2'12.1  |
| 26        | Pietro Piller Cottrer  | Italia      | 2:08'21.6 | +2'46.1  |
| 27        | Aleksej Poltoranin     | Kazakistan  | 2:09'29.6 | +3'54.1  |
| 28        | James Southam          | Stati Uniti | 2:10'08.3 | +4'32.8  |
| 29        | Jiří Magál             | Rep. Ceca   | 2:10'22.7 | +4'47.2  |
| 30        | Jaak Mae               | Estonia     | 2:10'41.3 | +5'05.8  |